# Broń podwodna
Broń podwodna – broń do niszczenia celów zanurzonych w wodzie (podwodne części statków i okrętów, okręty podwodne, zanurzone uzbrojenie i środki techniczne):
- torpedy,
- miny morskie,
- trały,
- bomby głębinowe.